# Pseudagrion alcicorne
Pseudagrion alcicorne – gatunek ważki z rodziny łątkowatych (Coenagrionidae).